# Antaresia
Antaresia  (лат.) — род змей из семейства питонов, обитающий в Австралии. Ранее этих питонов относили к родам Bothrochilus или Liasis.

## Описание
Общая длина представителей этого рода колеблется от 50 см до 1,7 м. Голова уплощённая, широкая. Туловище коренастое и массивное, довольно длинное. Окраска коричневого, бурого, оливкового цвета.

## Образ жизни
Предпочитают открытые луга, редколесья, скалистую местность. Активны ночью и в сумерках. Питаются грызунами, сцинками, гекконами, птицами.

## Размножение
Это яйцекладущие змеи. Самки откладывают от 2 до 20 яиц.

## Распространение
Обитают в Австралии и на юге Новой Гвинеи.

## Классификация
Согласно Reptile Database в род включают 4 вида:
- Antaresia childreni (Gray, 1842)
- Antaresia maculosa (Peters, 1873)
- Antaresia papuensis Esquerré, Donnellan, Pavón-Vázquez, Fenker & Keogh, 2021
- Antaresia perthensis (Stull, 1932)

Antaresia stimsoni (Smith, 1985), ранее считавшийся отдельным видом, была синонимизирована с Antaresia childreni (Gray, 1842) в связи с тем, что между относимыми к ним популяциям существует поток генов, а уровень генетического расхождения не соответствует видовому.